# Gielejsze
Gielejsze (biał. Гейлешы; ros. Гейлеши) − wieś na Białorusi, w obwodzie grodzieńskim, w rejonie smorgońskim, w sielsowiecie Krewo.

## Historia
W czasach zaborów zaścianek w gminie Krewo, w powiecie oszmiańskim, w guberni wileńskiej Imperium Rosyjskiego. W 1905 roku liczył 33 mieszkańców, 79 dziesięcin.
W latach 1921–1945 wieś i zaścianek leżały w Polsce, w województwie wileńskim, w powiecie oszmiańskim, w gminie Krewo.
W 1931:
- wieś w 9 domach zamieszkiwało 50 osób[2].
- zaścianek w 1 domu zamieszkiwało 7 osób[2].

Wierni należeli do parafii rzymskokatolickiej w Krewie. Miejscowość podlegała pod Sąd Grodzki w Smorgoniach i Okręgowy w Wilnie; właściwy urząd pocztowy mieścił się w Krewie.
Po II wojnie światowej w granicach Związku Sowieckiego. Od 1991 w niepodległej Białorusi.